# 凱瑟琳 (堪薩斯州)
凱瑟琳（英語：Catharine）是位於美國堪薩斯州埃利斯縣的一個人口普查指定地區。

## 人口
根據2010年美國人口普查的數據，凱瑟琳的面積為4.58平方千米，當中陸地面積為4.58平方千米，而水域面積為0.00平方千米。當地共有人口113人，而人口密度為每平方千米24.67人。